# Steeleye Span
Steeleye Span est un groupe de folk rock britannique, originaire de Londres, en Angleterre. Il est formé en 1969 et est toujours actif.
Il est, avec Fairport Convention, l'un des symboles du folk revival britannique des années 1970. Leurs chansons les plus connues sont Gaudete et All Around My Hat.

## Biographie

### Origines
Le nom du groupe, Steeleye Span, est celui d'un personnage de la chanson traditionnelle intitulée Horkstow Grange (que le groupe n'interprète qu'en 1998 sur l'album portant ce même titre). Cette chanson relate une bagarre entre John Steeleye Span et John Bowlin, deux héros de fiction. Le guitariste Tim Hart venait juste d'apprendre l'air de cette chanson au moment de la formation du groupe, et le titre lui plut aussitôt. Les alternatives envisagées à l'époque pour nommer le groupe étaient Middlemarch Wait et Iyubidin's Wait.

### Débuts
L'histoire de Steeleye Span commence donc au début des années 1970 lorsque le bassiste Ashley Hutchings quitte le groupe Fairport Convention, dont il avait été l'un des membres fondateurs en 1967. Un accident de la route en 1969, au cours duquel le batteur (Martin Lamble) a trouvé la mort, interrompe une tournée du groupe.
Malgré le succès de l'album suivant, Liege and Lief, Ashley Hutchings et la chanteuse Sandy Denny quittent Fairport Convention. Les rencontres de Hutchings à Londres avec le duo Tim Hart et Maddy Prior, puis avec Gay et Terry Woods donnent naissance à Steeleye Span. Ils enregistrent un premier album intitulé Hark! The Village Wait (1970). Les Woods quittent le groupe et sont remplacés par Martin Carthy (guitare et chant) et Peter Knight (violon). Suivent les recueils Please to See the King (1971) et Ten Man Mop, or Mr. Reservoir Butler Rides Again (1972). Fin 1972 après les départs de Carthy et Hutchings (remplacés par Bob Johnson et Rick Kemp), le groupe sort les albums Below the Salt, puis Parcel of Rogues.
En 1974, sort l'album Now We Are Six, produit par Ian Anderson, chanteur et flûtiste de Jethro tull.

### Période Mike Batt
Le groupe fait appel au producteur Mike Batt (mieux connu pour ses travaux avec The Wombles (en) et Katie Melua) pour la sortie de leur huitième album, All Around My Hat, et leur plus gros succès vient avec la sortie de leur single titre – il atteint la 5e place des UK Charts à la fin 1975.
L'album Rocket Cottage (1976), également produit par Batt, est un flop commercial, malgré le succès musical de son prédécesseur.
Puis en 1978, Maddy Prior sort son premier album solo, Woman in the wings, coproduit par Ian Anderson, Dee Palmer et Robin Black. Des musiciens de Jethro Tull jouent d'ailleurs sur l'album, soit Martin Barre, John Glascock, Dee Palmer, Barriemore Barlow et Ian Anderson lui-même.

### Période Ken Nicol

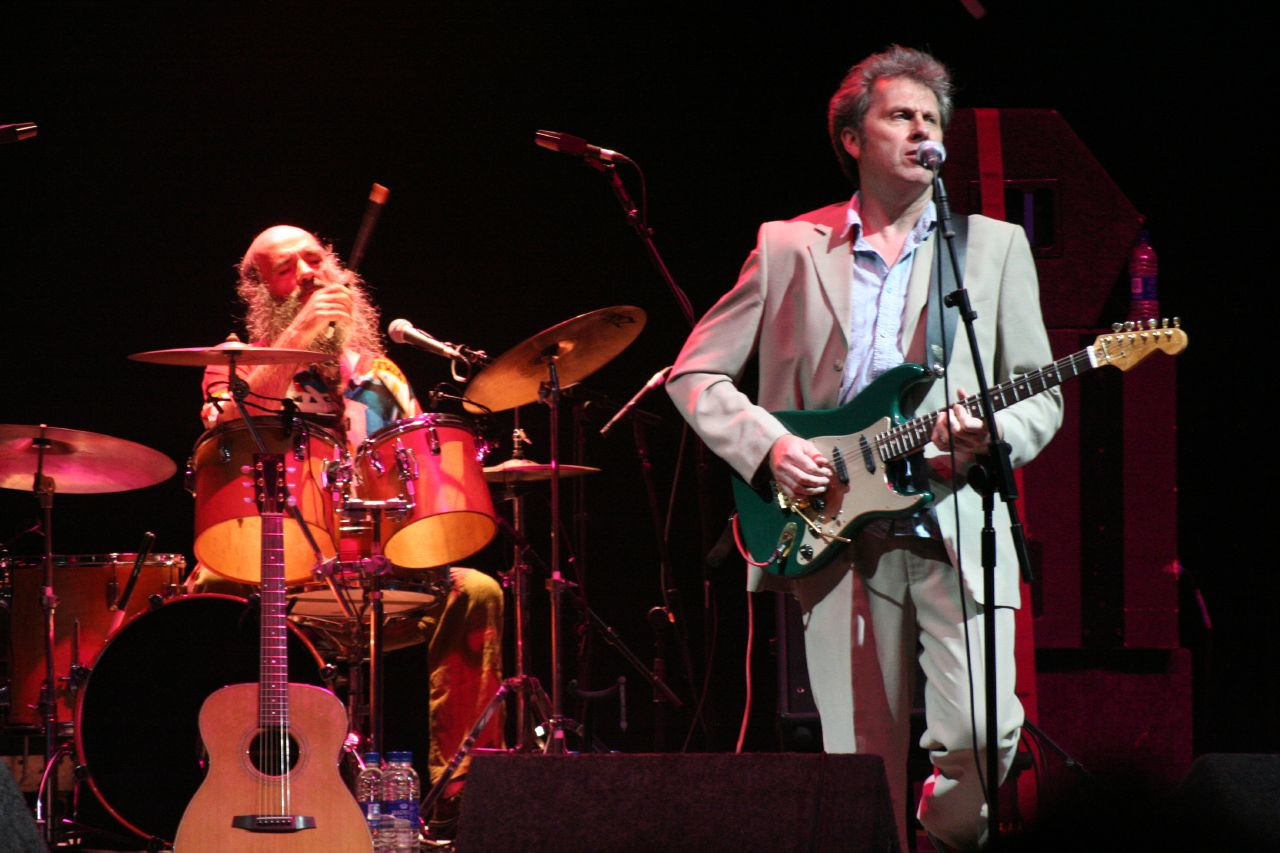
Steeleye Span au Fairport's Cropredy Convention en 2006.

Une formation revitalisée, qui comprend Prior, Kemp, Knight, Genockey et désormais Ken Nicol, publie l'album They Called Her Babylon au début de 2004. Le groupe effectue une grosse tournée en Europe et en Australie, et continue avec la sortie de Winter plus tard la même année. En 2005, Steeleye Span est récompensé d'un Good Tradition Award aux BBC Radio 2 Folk Awards.
En novembre 2006, Steeleye sort l'album Bloody Men. Leur tournée automne/hiver démarre le 24 novembre 2006 à Basingstoke et s'effectue jusqu'à Noël. Ils participent au  festival Spanfest 2007 au Kentwell Hall, Suffolk entre le 27 et le 29 juillet 2007, et reviennent pour le Spanfest de 2008. Un double CD/DVD live, intitulé Live at a Distance, est publié en avril 2009 par Park Records, et leur nouvel album intulé Cogs, Wheels and Lovers est publié le 26 octobre 2009. Certains morceaux ont été joués pendant leur tournée d'automne. Le membre fondateur Tim Hart décède le 24 décembre 2009 chez lui à La Gomera, dans les îles Canaries à 61 ans, après avoir été diagnostiqué d'un cancer des poumons inopérable.

### Now we are Six Again
En juin 2010, Ken Nicol annonce son départ de Steeleye, et le groupe se rassemble en juin 2011 pour tourner avec Julian Littman à la guitare. Le multi-instrumentiste Pete Zorn continue de jouer avec le groupe. En 2011, ils sortent Now we are Six Again, un double album-live basé sur leurs sets de l'album Now We Are Six (1974).
En octobre 2013, le groupe publie son 22e album, Wintersmith, qui comprend des morceaux inspirés de écrits de Terry Pratchett. Il est suivi par une tournée britannique en hiver. L'album marque un retour médiatique, et atteint la 77e place du UK Albums Chart.

### Dodgy Bastards
En novembre 2013, Peter Knight annonce son départ de Steeleye Span à la fin 2013. Il est remplacé par Jessie May Smart. À l'été 2015, ils tournent en Amérique du Nord avec une formation restreinte composée de Prior, Littman, Smart, Genockey et pour la première fois le fils de Maddy, Alex Kemp à la basse, à la place de Rick. En avril 2016, Pete Zorn est diagnostiqué d'un cancer avancé du poumon et du cerveau. Il décède le 19 avril.
Andrew Sinclair se joint au groupe d'une manière permanente en 2016 et la formation tourne en octobre 2016, et annonce la sortie d'un nouvel album, Dodgy Bastards, en novembre.

### 50eanniversaire
Après la tournée Dodgy Bastards, Rick Kemp se retire et est remplacé par Roger Carey à la basse. Pour la tournée de novembre/décembre 2017, le groupe est rejoint par le multi-instrumentiste et ex-membre de Bellowhead Benji Kirkpatrick. Benji est le fils de l'ancien membre de Steeleye Span, John Kirkpatrick. Cette formation de sept musiciens a été la première de l'histoire du groupe.
2019 est l'année du 50e anniversaire du groupe et un nouvel album sort pour célébrer cet anniversaire : Est'd 1969. Le groupe entreprend deux tournées 50e anniversaire en 2019, l'une au printemps et l'autre en hiver. Le groupe joue sur la « scène d'Avalon » du Festival de Glastonbury 2019,, fait la clôture du Festival de musique de Cornbury (en) 2019 et fait même ses débuts en Russie lors d'un festival folk appelé Chasti Sveta (Части света, Parts of the World), à Saint-Pétersbourg,. Le 17 décembre, le groupe se produit au Barbican Theatre, à Londres, avec pour invités spéciaux Peter Knight, Martin Carthy et John Kirkpatrick, anciens membres du groupe.
Pour la tournée de novembre/décembre 2021, la première tournée post-Covid, Benji Kirkpatrick est absent pour « raisons personnelles » et, Jessie May Smart étant toujours en congé maternité, Violeta Vicci rejoint le groupe, au violon. Les mêmes musiciens tournent en mai et octobre 2022. Benji Kirkpatrick quitte officiellement le groupe en février 2022 en raison d'autres engagements, et n'est pas remplacé.

## Style musical
Au cours de sa longue histoire, cette formation de cinq musiciens et chanteurs connut de nombreux changements d'interprètes, mais elle sut toujours maintenir un style unique, dont le succès doit beaucoup à la voix de Maddy Prior, l'une des plus musicales de la scène rock anglaise des années 1970. Les albums de Steeleye Span comportent le plus souvent des chants traditionnels anglais, ainsi qu'une ou deux danses, gigue ou scottish. Par la suite, des compositions originales de musiciens du groupe s'y ajoutèrent en nombre croissant, mais sans jamais exclure un air du folklore anglais ou celtique.
Le groupe finit généralement ses concerts lors des rappels en chantant Gaudete, leur principal succès. Il s'agit d'une chanson en latin du XVIe siècle qu'ils interprètent a cappella. Cet air est l'une des deux seules chansons en latin à avoir jamais été classée dans les hits parades outre-Manche (l'autre étant Pie Jesu tirée du Requiem d'Andrew Lloyd Webber, chantée par Sarah Brightman et Paul Miles-Kingston). Tous les enregistrements sur vinyle sont réédités sur CD, un grand nombre chez Shanachie, le reste chez l’éditeur attitré du groupe, Park Records.

## Discographie

### Albums live
- 1978 : Live at Last
- 1992 : Tonight's the Night...Live
- 1994 : The Collection: Steeleye Span in Concert
- 1999 : The Journey
- 2006 : Folk Rock Pioneers in Concert

### Singles
- Rave On / Reels / Female Drummer (1971)
- Jigs and Reels (1972)
- John Barleycorn / Bride's Favourite / Tansey's Fancy (1972)
- Gaudete / The Holly and The Ivy (1972)
- The Mooncoin Jig (1974)
- New York Girls / Two Magicians (1975)
- All Around My Hat / Black Jack Davy (1975)
- Rave On / False Knight on the Road (1976)
- Hard Times of England / Cadgwith Anthem (1976)
- London / Sligo Maid (1976)
- Fighting for Strangers / The Mooncoin Jig (1976)
- The Boar's Head Carol / Gaudete / Some Rival (1977)
- Rag Doll / Saucy Sailor (1978)
- Sails of Silver / Senior Service (1980)
- Gone to America / Let Her Go Down (1981)
- Somewhere in London / Lanercost (1985)
- Padstow / First House in Connaught / Sailor's Bonnet (1989)
- Following Me / Two Butchers (1989)
- The Fox / Jack Hall (1990)
- Lord Elgin / Lord Elgin (live) (2007)

### DVD
- Classic Rock Legends (2002)
- A Twentieth Anniversary Celebration (2003)
- The 35th Anniversary World Tour 2004 (2005)